# Encymon immaculatus
Encymon immaculatus is een keversoort uit de familie zwamkevers (Endomychidae). De wetenschappelijke naam van de soort werd in 1855 gepubliceerd door Montruzier.